# بطولة التراث إن دبليو إيه
بطولة التراث إن دبليو إيه هي لقب معتمدة من قبل تحالف المصارعة الوطني.

## العهود مجتمعة
| & | يشير إلى البطل الحالي |

| الترتيب | البطل        | عدد العهود | عدد الأيام مجتمعة |
| ------- | ------------ | ---------- | ----------------- |
| 1       | روب كينكيد   | 1          | 79                |
| 2       | بادد بلوود   | 5          | 379               |
| 3       | ديف هولينبيك | 1          | 28                |
| 4       | تكس طومسون   | 1          | 21                |
| 5       | بادي هاي واي | 1          | 14                |
| 6       | لونستار      | 2          | 168               |
| 7       | تيك تونيك    | 3          | 306               |

## روابط خارجية
- تاريخ بطولة التراث إن دبليو إيه على TitleHistories.com
- NWAWrestling.com